# CHCHD2
CHCHD2‏ (Coiled-coil-helix-coiled-coil-helix domain containing 2) هوَ بروتين يُشَفر بواسطة جين CHCHD2 في الإنسان.